# Пименов, Косьма Назарович
Косьма (Кузьма) Назарович Пименов (1839—1893) — российский общественный деятель, градоначальник Петрозаводска.

## Биография
Родился в купеческой семье. Приходился племянником известному купцу М. П. Пименову.
С 1881 года неоднократно избирался гласным Петрозаводского уездного земского собрания и городской думы. В 1887—1889 годах — председатель уездной земской управы. В 1889—1891 годах состоял гласным от Петрозаводского уезда в Олонецком губернском земском собрании.
В 1891—1892 годах — городской голова Петрозаводска.

## Семья
Жена — Мария Андреевна, урождённая Якушева (род. 1846). Сыновья — Александр (род. 1884), Дмитрий (род. 1886)), дочери — Александра (род. 1884), Мария (род. 1875), Антонина (род. 1879), Анна (род. 1882).